# Prima Divisione 1931 (pallacanestro maschile)
La Prima Divisione 1931 è stata la seconda edizione del secondo livello dell'11º campionato di pallacanestro maschile in Italia.
Le squadre iscritte sono raggruppate in tre gironi, le vincitrici dei tre gironi si incontreranno in un girone finale unico con partite di andata e ritorno, la prima classificata sarà promossa in Divisione Nazionale. Una vittoria vale 2 punti, la sconfitta 0 punti vale il pareggio che garantisce 1 punto.
La squadra vincitrice del campionato è stata la Società Ginnastica Milanese Forza e Coraggio di Milano.

## Fase a gironi

### Girone piemontese-lombardo

#### Classifica
|  | Pos. | Squadra                                  | Pt | G | V | N | P | PtF | PtS |
|  | ---- | ---------------------------------------- | -- | - | - | - | - | --- | --- |
|  | 1.   | S.G.M. Forza e Coraggio 1870 "A", Milano | 16 | 8 | 8 | 0 | 0 | 243 | 146 |
|  | 2.   | Dop. Borletti, Milano                    | 10 | 8 | 5 | 0 | 3 | 180 | 142 |
|  | 3.   | Ginnastica Torino                        | 8  | 8 | 4 | 0 | 4 | 142 | 177 |
|  | 4.   | S.G.F. Generale Cantore, Milano          | 4  | 8 | 2 | 0 | 6 | 139 | 134 |
|  | 5.   | S.G.M. Forza e Coraggio 1870 "B", Milano | 2  | 8 | 1 | 0 | 7 | 99  | 204 |

Legenda:
      Ammessa al girone finale.
Regolamento:
Due punti a vittoria, uno a pareggio, zero a sconfitta.
Note:
Dop.Borletti Milano e Ginnastica Torino vengono ripescate in Divisione Nazionale 1932.

#### Risultati
| Risultati girone A         | BORLE | F&C A | F&C B | G.CAN | TORIN |
| -------------------------- | ----- | ----- | ----- | ----- | ----- |
| Dop.Borletti Milano        |       | 19-28 | 2-0*  | 8-15  | 26-16 |
| Forza e Coraggio A         | 36-20 |       | 36-18 | 26-17 | 33-23 |
| Forza e Coraggio B         | 13-42 | 18-36 |       | 17-14 | 16-22 |
| S.G.F. Gen. Cantore Milano | 22-27 | 10-18 | 35-7  |       | 8-10  |
| Ginnastica Torino          | 12-36 | 21-30 | 17-10 | 21-18 |       |

* a tavolino

### Girone veneto-giuliano

#### Classifica
|  | Pos. | Squadra                     | Pt | G | V | N | P | PtF | PtS |
|  | ---- | --------------------------- | -- | - | - | - | - | --- | --- |
|  | 1.   | U.S. Triestina, Trieste     | 6  | 4 | 3 | 0 | 1 | 59  | 57  |
|  | 2.   | S.G. Reyer Venezia, Venezia | 4  | 4 | 2 | 0 | 2 | 53  | 52  |
|  | 3.   | G.U.F. Trieste, Trieste     | 1  | 4 | 1 | 0 | 3 | 51  | 54  |

Legenda:
      Ammessa al girone finale.
Regolamento:
Due punti a vittoria, uno a pareggio, zero a sconfitta.
Note:
G.U.F. Trieste un punto di penalizzazione.

#### Risultati
| Risultati girone | GUF TS | REYER | TRIEST |
| ---------------- | ------ | ----- | ------ |
| GUF Trieste      |        | 0-2*  | 14-7   |
| Reyer Venezia    | 25-20  |       | 15-20  |
| US. Triestina    | 20-17  | 12-11 |        |

* per rinuncia

### Girone laziale-campano

#### Classifica
|  | Pos. | Squadra                | Pt | G | V | N | P | PtF | PtS |
|  | ---- | ---------------------- | -- | - | - | - | - | --- | --- |
|  | 1.   | Ginnastica Roma        | 8  | 4 | 4 | 0 | 0 | 92  | 37  |
|  | 2.   | SG Giovane Italia Roma | 3  | 4 | 1 | 1 | 2 | 44  | 47  |
|  | 3.   | AP Napoli              | 1  | 4 | 0 | 1 | 3 | 38  | 90  |

Legenda:
      Ammessa al girone finale.
Regolamento:
Due punti a vittoria, uno a pareggio, zero a sconfitta.

#### Risultati
| Risultati girone    | gi RM | GI RM | AP NA |
| ------------------- | ----- | ----- | ----- |
| Ginnastica Roma     |       | 10-7  | 25-8  |
| Giovane Italia Roma | 13-16 |       | 11-11 |
| Pall. Napoli        | 9-41  | 10-13 |       |

## Girone Finale
| Roma 7 giugno 1931 | S.G. Roma "B" | 12 – 17 | U.S. Triestina |  |

Successivamente a questo incontro la S.G. Roma "B" si ritira dal girone finale e il risultato verrà annullato.
| Trieste 14 giugno 1931 | U.S. Triestina | 23 – 10 | S.G.M. Forza e Coraggio 1870 "A" |  |

| Milano 28 giugno 1931 | S.G.M. Forza e Coraggio 1870 "A" | 26 – 10 | U.S. Triestina |  |

### Spareggio[1]
| Venezia 12 luglio 1931 | SGM Forza e Coraggio 1870 "A" | 20 – 17 (13-8) | U.S. Triestina | \| Arbitro: \| Stillo (Roma) \| |
| Arbitro:               | Stillo (Roma)                 |                |                |                                 |

## Verdetti
- Promozioni in Divisione Nazionale:
Soc.Ginn.Milanese Forza e Coraggio: Rapazzini, Fedeli, Aliata, Zamboni, Conti, Faconti, Berra, Chiappa[2].

Dop.Borletti Milano e Ginnastica Torino vengono ripescate in Divisione Nazionale 1932.